# Utetes tolerans
Utetes tolerans är en stekelart som först beskrevs av Papp 1982.  Utetes tolerans ingår i släktet Utetes och familjen bracksteklar. Inga underarter finns listade i Catalogue of Life.